# Ismaïl Bouneb
Ismaïl Bouneb (* 7. Juni 2006 in Lille) ist ein französisch-algerischer Fußballspieler, der beim Le Havre AC in der Ligue 1 unter Vertrag steht.

## Karriere

### Verein
Bouneb begann seine fußballerische Ausbildung im September 2011 bei Olympique Marcquois. Nach zwei Jahren wechselte er zum OSC Lille in die Jugendakademie. Im Juli 2017 wechselte er zurück zu seinem ersten Verein Olympique Marcquois. Weitere zwei Jahre später wechselte er zum FC Valenciennes in die Akademie. In der Saison 2021/22 war er bereits Stammspieler bei den B-Junioren und durfte auch schon einmal in der Coupe Gambardella für die A-Junioren spielen. In der Spielzeit 2022/23 wechselte er öfter zwischen U17- und U19-Mannschaft und spielte für beide Teams. Am 16. Dezember 2023 (18. Spieltag) debütierte er nach Einwechslung bei einer 0:1-Niederlage gegen den Paris FC für die Profimannschaft in der Ligue 2. Neben diesem einzigen Profieinsatz traf Bouneb elfmal in 14 U19-Ligaspielen und spielte auch manchmal für die fünftklassige Zweitmannschaft.
Nach dem Abstieg der Profimannschaft in die National wechselte er zum Erstligisten Le Havre AC.

### Nationalmannschaft
Bouneb spielte bereits für diverse Juniorennationalmannschaften der FFF. Im Mai und Juni 2023 nahm er mit der U17-Nationalmannschaft an der U17-EM 2023 teil, wo er alle Spiele bis einschließlich des verlorenen Finales spielte. Auch bei der U17-WM sechs Monate später spielte Bouneb alle Partien und verlor mit dem Team erneut im Finale gegen Deutschland.